# Dasymaschalon echinatum
Dasymaschalon echinatum är en kirimojaväxtart som beskrevs av Jing Wang och Richard M.K. Saunders. Dasymaschalon echinatum ingår i släktet Dasymaschalon, och familjen kirimojaväxter. Inga underarter finns listade i Catalogue of Life.